# Governo Bachelet II
Il Governo Bachelet II è stato il governo del Cile in carica dall'11 marzo 2014 all'11 marzo 2018, dopo la vittoria di Michelle Bachelet alle elezioni presidenziali del 2013.

## Composizione
Partito Socialista del Cile
     Partito Democratico Cristiano del Cile
     Partito per la Democrazia
     Partito Radicale Social Democratico
     Partito Comunista del Cile
     Movimento Ampio Sociale
     Sinistra Cittadina
     Indipendenti
| Carica o ministero                   | Titolare | Titolare | Titolare                                                             | Partito                                |
| ------------------------------------ | -------- | -------- | -------------------------------------------------------------------- | -------------------------------------- |
| Presidente                           |          |          | Michelle Bachelet                                                    | Partito Socialista del Cile            |
| Interno                              |          |          | Rodrigo Peñailillo Briceño (11 marzo 2014-11 maggio 2015)            | Partito per la Democrazia              |
| Interno                              |          |          | Jorge Burgos Varela (11 maggio 2015-8 giugno 2016)                   | Partito Democratico Cristiano del Cile |
| Interno                              |          |          | Mario Fernández Baeza (8 giugno 2016-11 marzo 2018)                  | Partito Democratico Cristiano del Cile |
| Esteri                               |          |          | Heraldo Muñoz Valenzuela (11 marzo 2014-11 marzo 2018)               | Partito per la Democrazia              |
| Difesa                               |          |          | Jorge Burgos Varela (11 marzo 2014-11 maggio 2015)                   | Partito Democratico Cristiano del Cile |
| Difesa                               |          |          | José Antonio Gómez Urrutia (11 maggio 2015-11 marzo 2018)            | Partito Radicale Social Democratico    |
| Finanze                              |          |          | Alberto Arenas de Mesa (11 marzo 2014-11 maggio 2015)                | Partito Socialista del Cile            |
| Finanze                              |          |          | Rodrigo Valdés Pulido (11 maggio 2015-31 agosto 2017)                | Partito per la Democrazia              |
| Finanze                              |          |          | Nicolás Eyzaguirre Guzmán (31 agosto 2017-11 marzo 2018)             | Partito per la Democrazia              |
| Segreteria generale della Presidenza |          |          | Ximena Rincón González (11 marzo 2014-11 maggio 2015)                | Partito Democratico Cristiano del Cile |
| Segreteria generale della Presidenza |          |          | Jorge Insunza Gregorio de Las Herras (11 maggio 2015-7 giugno 2015)  | Partito per la Democrazia              |
| Segreteria generale della Presidenza |          |          | Patricia Silvia Meléndez (ad interim) (7 giugno 2015-27 giugno 2015) | Partito Socialista del Cile            |
| Segreteria generale della Presidenza |          |          | Nicolás Eyzaguirre Guzmán (27 giugno 2015-31 agosto 2017)            | Partito per la Democrazia              |
| Segreteria generale della Presidenza |          |          | Gabiel de la Fuente Acuña (31 agosto 2017-11 marzo 2018)             | Partito Socialista del Cile            |
| Segreteria generale del Governo      |          |          | Álvaro Elizalde Soto (11 marzo 2014-11 maggio 2015)                  | Partito Socialista del Cile            |
| Segreteria generale del Governo      |          |          | Marcelo Díaz Díaz (11 maggio 2015-18 novembre 2016)                  | Partito Socialista del Cile            |
| Segreteria generale del Governo      |          |          | Paula Narváez Ojeda (18 novembre 2016-11 marzo 2018)                 | Partito Socialista del Cile            |
| Economia, sviluppo e turismo         |          |          | Luis Felipe Céspedes Cifuentes (11 marzo 2014-31 agosto 2017)        | Partito Democratico Cristiano del Cile |
| Economia, sviluppo e turismo         |          |          | Jorge Rodríguez Grossi (31 agosto 2017-11 marzo 2018)                | Partito Democratico Cristiano del Cile |
| Solidarietà sociale                  |          |          | Fernanda Villegas Acevedo (11 marzo 2014-11 maggio 2015)             | Partito Socialista del Cile            |
| Solidarietà sociale                  |          |          | Marcos Barraza Gómez (11 maggio 2015-11 marzo 2018)                  | Partito Comunista del Cile             |
| Istruzione                           |          |          | Nicolás Eyzaguirre Guzmán (11 marzo 2014-27 giugno 2015)             | Partito per la Democrazia              |
| Istruzione                           |          |          | Adriana Delpiano Puelma (27 giugno 2015-11 marzo 2018)               | Partito per la Democrazia              |
| Giustizia                            |          |          | José Antonio Gómez Urrutia (11 marzo 2014-11 maggio 2015)            | Partito Radicale Social Democratico    |
| Giustizia                            |          |          | Javiera Blanco Suárez (11 maggio 2015-19 ottobre 2016)               | Partito Democratico Cristiano del Cile |
| Giustizia                            |          |          | Jaime Campos Quiroga (19 ottobre 2016-11 marzo 2018)                 | Partito Radicale del Cile              |
| Lavoro e previdenza sociale          |          |          | Javiera Blanco Suárez (11 marzo 2014-11 maggio 2015)                 | Partito Democratico Cristiano del Cile |
| Lavoro e previdenza sociale          |          |          | Ximena Rincón González (11 maggio 2015-18 novembre 2016)             | Partito Democratico Cristiano del Cile |
| Lavoro e previdenza sociale          |          |          | Alejandra Krauss Valle (18 novembre 2016-11 marzo 2018)              | Partito Democratico Cristiano del Cile |
| Lavori pubblici                      |          |          | Alberto Undurraga Vicuña (11 marzo 2014-11 marzo 2018)               | Partito Democratico Cristiano del Cile |
| Sanità                               |          |          | Helia Molina Milman (11 marzo 2014-30 dicembre 2014)                 | Partito per la Democrazia              |
| Sanità                               |          |          | Carmen Castillo Taucher (23 gennaio 2015-11 marzo 2018)              | Indipendente                           |
| Edilizia e affari urbani             |          |          | Paulina Saball Astaburuaga (11 marzo 2014-11 marzo 2018)             | Partito per la Democrazia              |
| Agricoltura                          |          |          | Carlos Furche Guajardo (11 marzo 2014-11 marzo 2018)                 | Partito Socialista del Cile            |
| Miniere                              |          |          | Aurora Williams Baussa (11 marzo 2014-11 marzo 2018)                 | Partito Radicale Social Democratico    |
| Trasporti e telecomunicazioni        |          |          | Andrés Gómez-Lobo Echenique (11 marzo 2014-14 marzo 2017)            | Partito per la Democrazia              |
| Trasporti e telecomunicazioni        |          |          | Paola Tapia Salas (14 marzo 2017-11 marzo 2018)                      | Indipendente                           |
| Beni nazionali                       |          |          | Víctor Hugo Osorio Reyes (11 marzo 2014-19 ottobre 2016)             | Sinistra Cittadina                     |
| Beni nazionali                       |          |          | Nivia Palma Manríquez (19 ottobre 2016-11 marzo 2018)                | Sinistra Cittadina                     |
| Energia                              |          |          | Máximo Pacheco Matte (11 marzo 2014-19 ottobre 2016)                 | Partito Socialista del Cile            |
| Energia                              |          |          | Andrés Rebolledo Smitmans (19 ottobre 2016-11 marzo 2018)            | Partito Socialista del Cile            |
| Ambiente                             |          |          | Pablo Badenier Martínez (11 marzo 2014-20 marzo 2017)                | Partito Democratico Cristiano del Cile |
| Ambiente                             |          |          | Marcelo Mena Carrasco (20 marzo 2017-11 marzo 2018)                  | Indipendente                           |
| Sport                                |          |          | Natalia Riffo Alonso (11 marzo 2014-18 novembre 2016)                | Movimento Ampio Sociale                |
| Sport                                |          |          | Pablo Squella Serrano (18 novembre 2016-11 marzo 2018)               | Indipendente                           |
| Politiche per le donne               |          |          | Claudia Pascual Grau (11 marzo 2014-11 marzo 2018)                   | Partito Comunista del Cile             |
| Cultura                              |          |          | Claudia Barattini Contreras (11 marzo 2014-11 maggio 2015)           | Indipendente                           |
| Cultura                              |          |          | Ernesto Ottone Ramírez (11 maggio 2015-11 marzo 2018)                | Indipendente                           |

| Controllo di autorità | VIAF (EN) 688145858257123022828 |